# Reprezentacja Korei Południowej w futsalu mężczyzn
Reprezentacja Korei Południowej w futsalu – zespół futsalowy, biorący udział w imieniu Korei Południowej w meczach i sportowych imprezach międzynarodowych, powoływany przez selekcjonera, w którym mogą występować wyłącznie zawodnicy posiadający obywatelstwo południowokoreańskie. Za jego funkcjonowanie odpowiedzialny jest Daehan Chukgu Hyeophoe.

## Udział w mistrzostwach świata
- 1996 – Nie zakwalifikowała się
- 2000 – Nie zakwalifikowała się
- 2004 – Nie zakwalifikowała się
- 2008 – Nie zakwalifikowała się
- 2012 – Nie zakwalifikowała się
- 2016 – Nie zakwalifikowała się
- 2021 – Nie zakwalifikowała się

## Udział w mistrzostwach Azji
- 1999 – 2. miejsce
- 2000 – Faza grupowa
- 2001 – 3. miejsce
- 2002 – 4. miejsce
- 2003 – Ćwierćfinał
- 2004 – Ćwierćfinał
- 2005 – Faza grupowa
- 2006 – Nie zakwalifikowała się
- 2007 – Faza grupowa
- 2008 – Faza grupowa
- 2010 – Faza grupowa
- 2012 – Faza grupowa